# Sint-Agathagasthuis

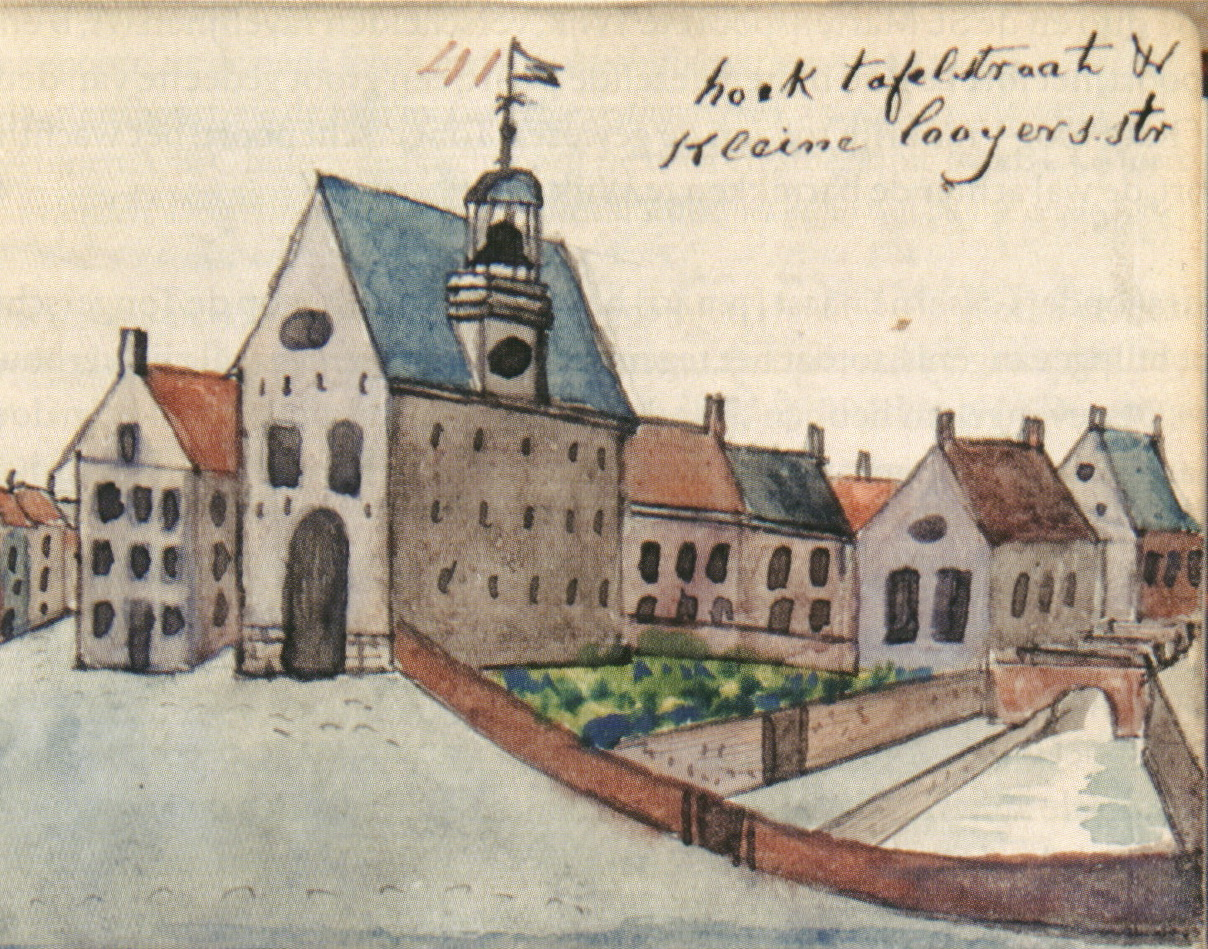
Hoek Tafelstraat/Kleine Looierstraat
(19e-eeuwse reconstructie)

Het Sint-Agathagasthuis was een gasthuis in de Nederlandse stad Maastricht. Het gasthuis of hospitaal was gelegen in het Jekerkwartier aan de Tafelstraat, mogelijk ter plekke van het huidige huisnummer 28. Tot in de 17e eeuw werd de Tafelstraat nog Sint-Aegthenstraat genoemd (voor het eerst in 1421). Sint-Aagten of Agatha van Sicilië was een heilig verklaarde martelares uit de derde eeuw, die onder andere vereerd wordt als beschermheilige tegen brandgevaar en borstkwalen. In Maastricht bestond ook een broederschap van Sint-Agatha, gevestigd in de Sint-Amorkapel. Het is niet duidelijk of er een verband tussen deze twee instellingen was.
Het gasthuis werd voor het eerst vermeld in 1326. Het behoorde toe aan het Onze-Lieve-Vrouwekapittel, dat nog twee andere gasthuizen bezat: dat van de H. Maria in de Cortenstraat en het Sint-Gillishospitaal in Wyck. Het gasthuis aan de Tafelstraat bood onderdak aan armen ("de arme luden in sinte Aechten gasthuys", vermeld in 1474), waaronder arme "choralen" (koorknapen) in dienst van de kapittelkerk. Het gasthuis was zeker niet arm. In de inventarisatie van het kapittelarchief door stadsarchivaris Guillaume Franquinet (1826-1900) beslaat de opsomming van renten en andere inkomsten van het gasthuis niet minder dan zes bladzijden.
In 1500 waren er in Maastricht nog dertien gasthuizen; in 1626 waren er daarvan nog maar zes over. De kapel werd mogelijk bij de inname door Parma in 1579, of tijdens de daaraan voorafgaande onrustige periode, verwoest. Het gasthuis werd vermoedelijk omstreeks 1610 opgeheven, samen met het gasthuis van de H. Maria. Het vermogen van het gasthuis werd in 1610 ondergebracht bij de "armentafel" van de Sint-Nicolaasparochie (een instelling voor bedeling) en kwam in 1815 bij het Burgerlijk Armbestuur terecht.
Van de Sint-Agathakapel restten in 1618 slechts "overblijfselen". Vanaf de Tafelstraat was niet meer te zien dat het om een gasthuis ging. Er stond nog een oud houten huis, met een kleine tuin, die aan twee zijden grensde aan de Jeker. In 1717 werd het terrein, waarop toen twee huizen stonden, verkocht aan de particulier Jos. Gallinet voor 6000 gulden, plus de kosten om pauselijke toestemming voor de verkoop te verkrijgen. Eerder waren de huizen door de bouwmeesters Gilles Doyen en Bernard Cornelissen geschat op 4000 gulden, terwijl de nieuwbouwkosten 8000 gulden zouden bedragen. Gallinet, die ernaast woonde, sloopte het geheel en bouwde er nieuwe woningen.
* betekent: niet langer in gebruik voor religieuze doeleinden; ** betekent: (deels) gesloopt, verdwenen